# Doctor's Advocate
Doctor's Advocate, utgivet 14 november 2006, är The Games andra soloalbum.

## Låtlista
| Nr | Titel                       | Producent         | Medverkande                     | Längd |
| -- | --------------------------- | ----------------- | ------------------------------- | ----- |
| 1  | Lookin' at You              | Urban "E.P." Pope | Tracey Nelson & Mac Minister    | 3:37  |
| 2  | Da Shit                     | DJ Khalil         | Tracey Nelson                   | 5:23  |
| 3  | It's Okay (One Blood)       | Reefa             | Junior Reid                     | 4:17  |
| 4  | Compton                     | Will.I.Am         | Will.I.Am                       | 4:41  |
| 5  | Remedy                      | Just Blaze        |                                 | 2:57  |
| 6  | Let's Ride                  | Scott Storch      |                                 | 3:57  |
| 7  | Too Much                    | Scott Storch      | Nate Dogg                       | 4:11  |
| 8  | Wouldn't Get Far            | Kanye West        | Kanye West                      | 4:11  |
| 9  | Scream on 'Em               | Swizz Beatz       | Swizz Beatz                     | 4:20  |
| 10 | One Night                   | Nottz             | Andrea Martin                   | 4:27  |
| 11 | Doctor's Advocate           | Jonathan Rotem    | Busta Rhymes och Chauncey Black | 5:03  |
| 12 | Ol' English                 | Hi-Tek            | Dion                            | 4:44  |
| 13 | California Vacation         | Jonathan Rotem    | Snoop Dogg och Xzibit           | 4:29  |
| 14 | Bang                        | Jelly Roll        | Tha Dogg Pound                  | 3:37  |
| 15 | Around the World            | Mr. Porter        | Jamie Foxx                      | 4:02  |
| 16 | Why You Hate The Game       | Just Blaze        | Nas och Marsha Ambrosius        | 9:22  |
| 17 | I'm Chillin' (UK bonusspår) | Will.I.Am         | Fergie och Will.I.Am            | 4:32  |